# Каларашовский монастырь
Каларашовский Свято-Успенский монастырь (рум. Mănăstirea Călărășeuca) — женский монастырь в молдавском селе Каларашовка недалеко от берега Днестра. Монастырь расположен 220 км от Кишинёва. Монастырь относится к Молдавской митрополии Русской православной церкви.
До 1916 года монастырь был мужским. На территории монастыря находятся две церкви (Свято-Успенская и Св. Митрофана), трапезная, кельи, домовая церковь, библиотека, архиерейский дом и игуменские покои, три родника и пасека.

## История

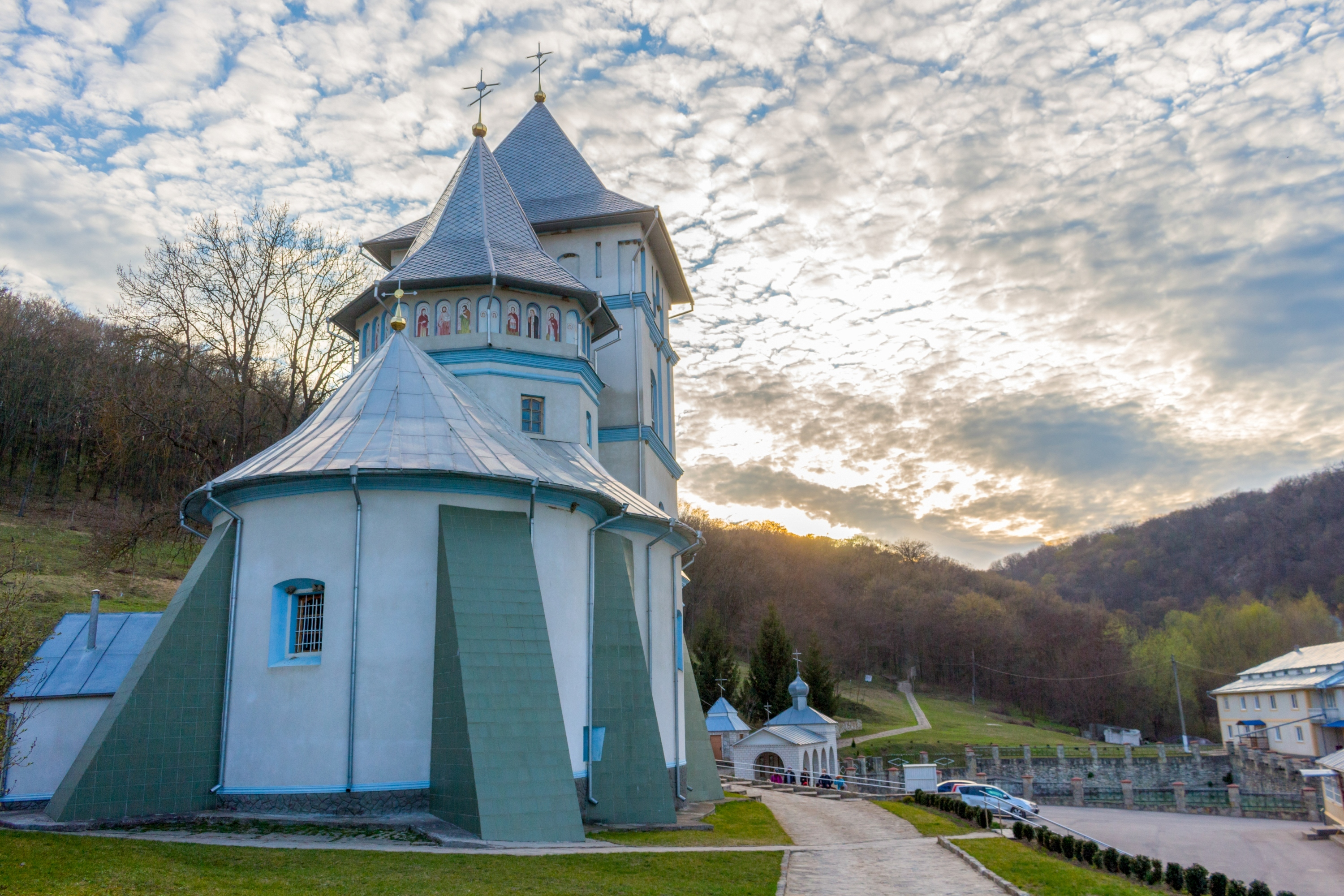
Успенская церковь

Точное время основания монастыря неизвестно. Согласно легенде в пещере напротив нынешнего монастыря жил монах-схимник, который и основал монашеский скит. Предполагается, что в конце XVI — начале XVII века здесь была построена первая деревянная церковь. Списки личного состава монашествующих существовали с 1648 года, но во время наступления советских войск в 1944 году в ходе Великой Отечественной войны они были уничтожены. В 1747 году Мария Кантакузино подарила скиту участок земли из своей вотчины. В грамоте господаря Молдавского княжества Григория Гики от 15 мая 1776 года сказано, что скит находится на вотчине Мишчень (Мичень). В 1780 году при помощи Марку Донича из Могилёва, получившего благословение патриарха Иерусалимский Авраама, в монастыре была построена каменная церковь и колокольня, которая была освящена в 1782 году, на Успение Богородицы. Патриарх пожаловал Марку Доничу пожизненный титул администратора и настоятеля монастыря. Каларашовский скит вместе с вотчиной Мишчень был подчинён монастырю Святого Саввы в Яссах, который, в свою очередь, подчинялся монастырю Святого Гроба в Иерусалиме. После смерти Донича в 1809 году из монастыря Святого Саввы был послан игуменом иеромонах Лазарь. Он должен был платить ежегодную подать монастырю Святой Саввы в размере 100 леев.

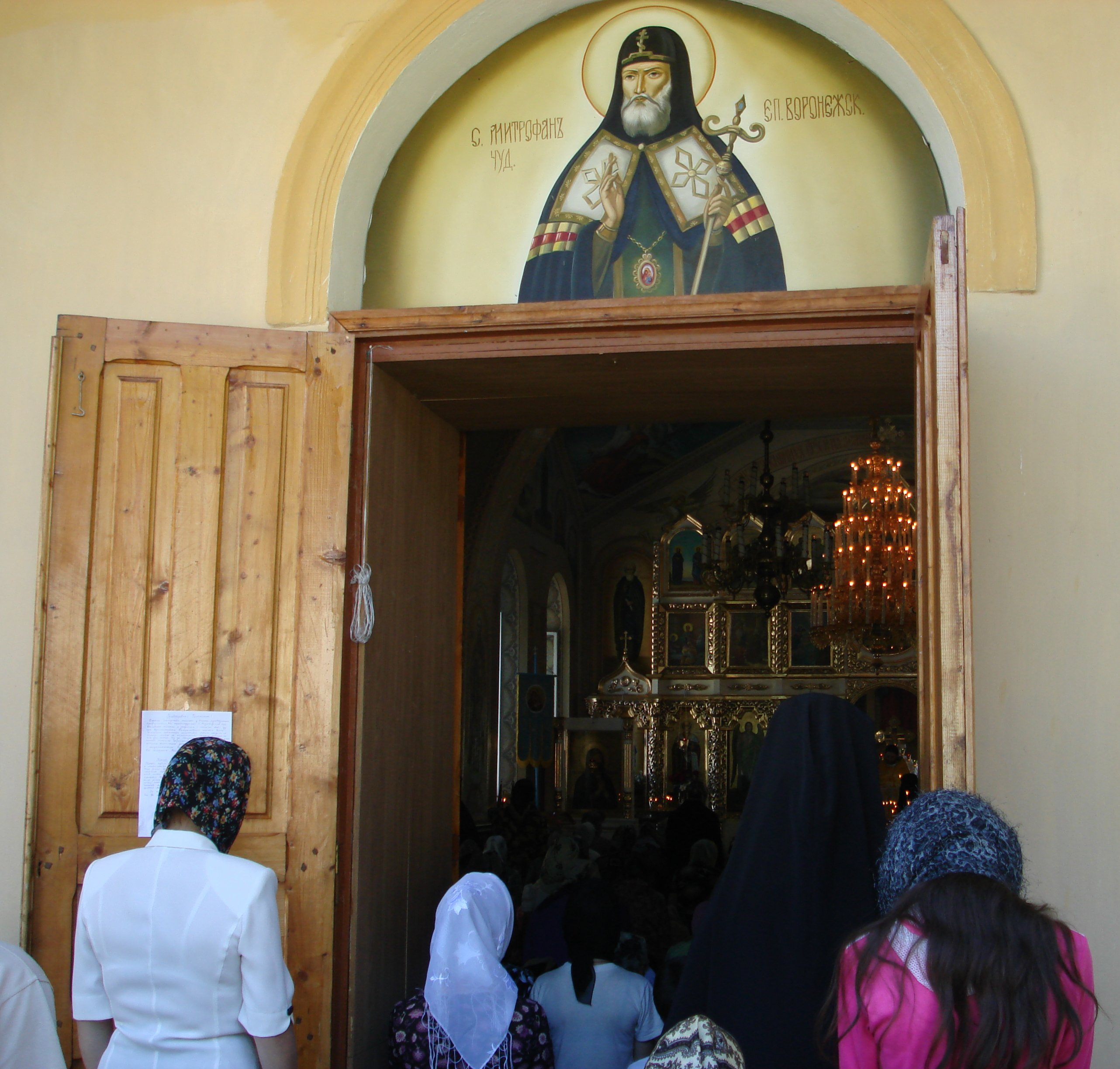
Молящиеся в новой церкви

В 1813 году после присоединения Бессарабии к России скит был преобразован в монастырь и перешёл под духовное начало Кишинёвской епархии, но экономически ещё некоторое время зависел от Ясского монастыря. В том же году земли монастыря начали сдаваться в аренду, оставляя 300 десятин для внутренних надобностей. В 1814 году Кишинёвская дикастерия запретила монахам свободный выход из монастыря без письменного разрешения настоятеля, а протопопам и благочинным предписывалось арестовывать нарушителей и отсылать их к прямым начальникам. Неповиновавшихся отправляли в Косэуцкий и Каларашовский монастыри. Несколько монахов, отбывавших наказание в Каларашовке, сбежали. За это 31 января 1819 года игумен Лазарь был снят со своей должности, а его место занял настоятель Косэуцкого монастыря Онисифор.
В 1853 году при помощи генерал-майора Николая Митрофановича Черкеза и его семьи на средства княгини Елены Михайловны Кантакузиной, на территории монастыря была построена вторая каменная церковь. Она была освящена 6 декабря того же года в день святителя Митрофана Воронежского. В 1911 году эта церковь была достроена игуменом Ионом.
9 марта 1873 года Александр II утвердил положение, регламентирующее передачу бессарабских поместий запрутских монастырей в ведение России. 7 июля того же года был составлен акт о передаче в государственное управление «имения Арионешты-Унгурь-Каларашовка-Сударка-Савка-Бричень, принадлежащего монастырю Св. Гроба Господня» и его принятия в ведение Херсонско-Бессарабского Управления Государственными имуществами. Прилагаемая опись сообщает:

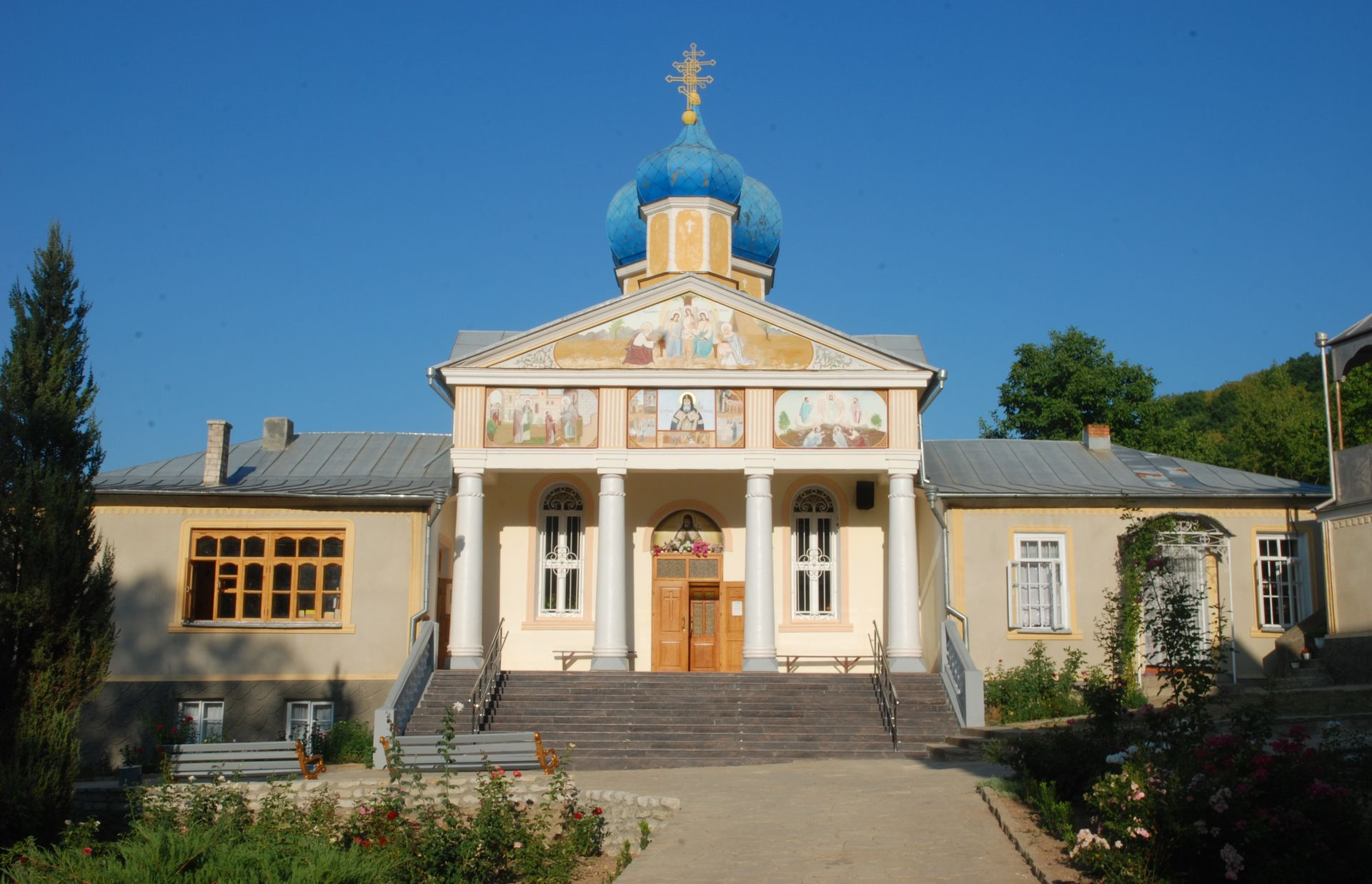
Церковь Св. Митрофана

В поименованных имениях состоит: удобной земли 11 399 десятин, лесной 1113 десятин, неудобной 246 десятин, а всего: 12 759 десятин. Кроме того во владении Каларашовского монастыря состоит: удобной земли 153 дес. 400 сажен, лесной 151 дес. 2050 сажен, неудобной 5 дес. 400 с., а всего более 31 десятины. Эта земля оспаривается со стороны монастыря Святого Гроба и дело находится в рассмотрении Правительствующего Сената…

В 1916 году, во время Первой мировой войны монахов отсюда переселяют в Добрушский монастырь, а вместо них, с благословения архиепископа бессарабского, переводят русских монахинь из монастыря в польском городе Виров во главе с игуменьей Амвросией. 19 октября 1918 года она возвращается в Россию. По синоидальному указу от 7 ноября 1918 года, в связи с трудными обстоятельствами того времени, в монастыре было введено общежитие сестёр.
Игуменьей стала монахиня Нонна, потом Ираида и другие. 1 октября 1919 года настоятельницей стала игуменья Таисия, при которой монастырь строился и расширялся, а количество сестёр увеличилось до 120. Во времена настоятельницы Таисии в монастыре было 2 церкви, 4 корпуса для келий, пасека, 50 гектаров земли, 3 га виноградника и сада, 40 га леса.

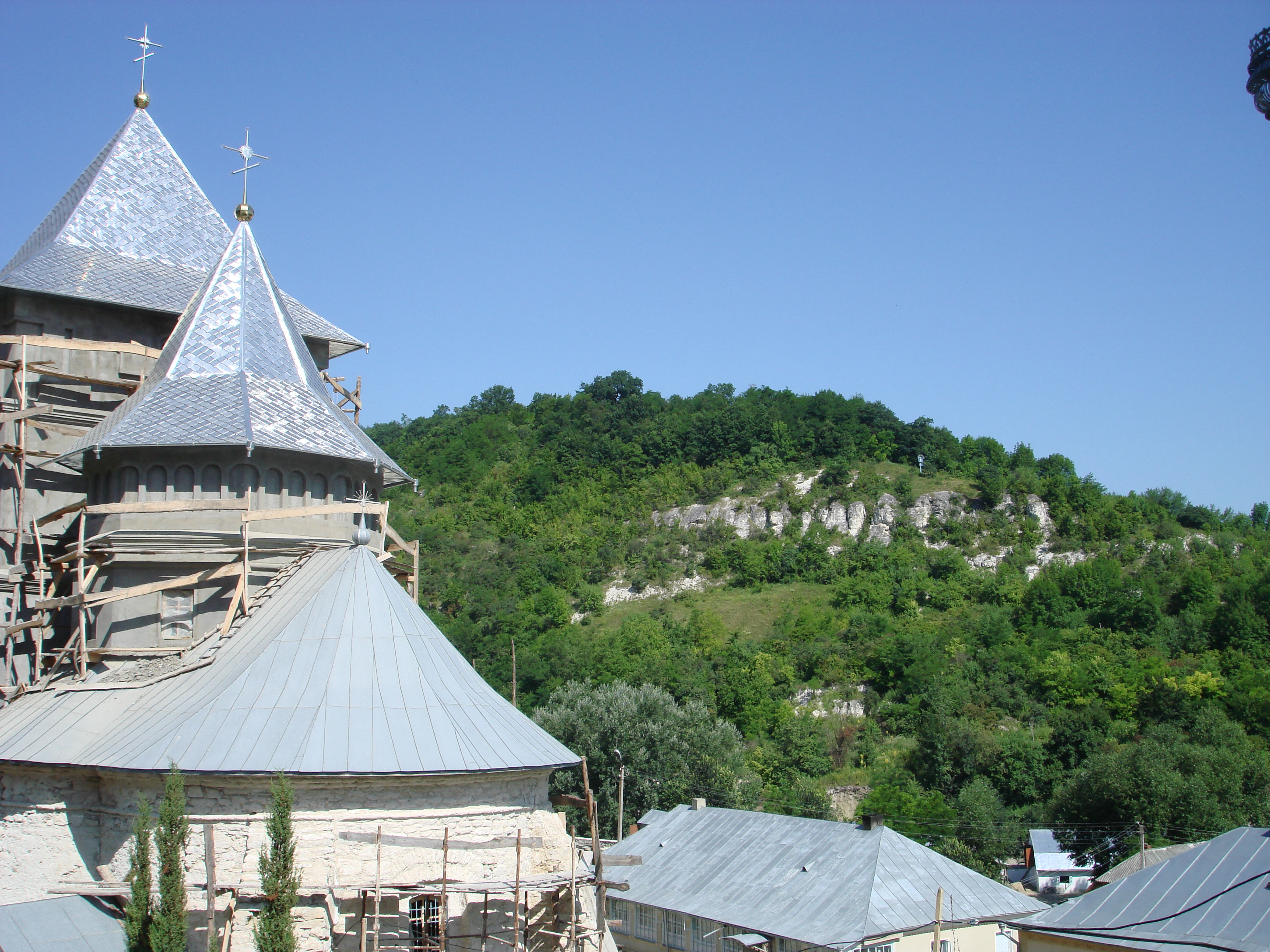

Николай Константинеску в монографии «Сорока» (1943) сообщает, что большевики в 1940 году прогнали всех сестёр из монастыря, а их настоятельницу игуменью Акилину Попову выбросили ночью в Днестр. Через некоторое время монахини вернулись и к 1943 году их число достигло 100. Тогда у монастыря было 50 га земли, 31 га садов и виноградников, маслобойня и водяная мельница.
8 июня 1961 года монастырь был закрыт. Иконостас был уничтожен, иконы изъяты. В монастыре был открыт сначала туберкулёзный диспансер, потом школа для умственно отсталых детей, долгое время монастырь был закрыт.
3 мая 1991 года по благословению митрополита Кишинёвского Владимира, монастырь был вновь открыт. Первыми послушницами стали монахини Эмилия, Феодосия и схимомонахиня Серафима, жившие в монастыре ещё до его закрытия. 28 ноября 1991 года в Каларашовский монастырь был направлен архимандрит Ириней. С 15 декабря 1998 года настоятельницей стала игуменья Мария. В то время в монастыре жило 12 сестёр. 22 марта 1999 года сюда были переведены из Каушанского монастыря игуменья Ефросинья и несколько сестёр. Количество сестёр выросло до 30.
Осенью 1999 года завершена реставрация собора Св. Митрофана. Он был расписан Павлом Гуцу из Бричан. Иконостас выполнен Леонидом Ромадиным. В настоящее время проводится реставрация Свято-Успенской церкви, построенной в традициях древне-молдавской архитектуры.
В монастыре находятся три родника, воду которых жители близлежащих сёл считают лечебной.

## Настоятельницы
- с 1919 года — игуменья Таисия
- до 1940 года — игуменья Акилина Попова (убита)
- с 1998 года — игуменья Мария
- — 20.02.2023 — игуменья Ефросинья (скончалась)